# Tschuggen (Arosa)
Der Tschuggen (2049,3 m ü. M.) ist eine runde Bergkuppe in den Plessur-Alpen im Kanton Graubünden in der Schweiz. Er liegt auf dem Gebiet der Gemeinde Arosa südöstlich des Weisshorns.

## Lage und Beschreibung

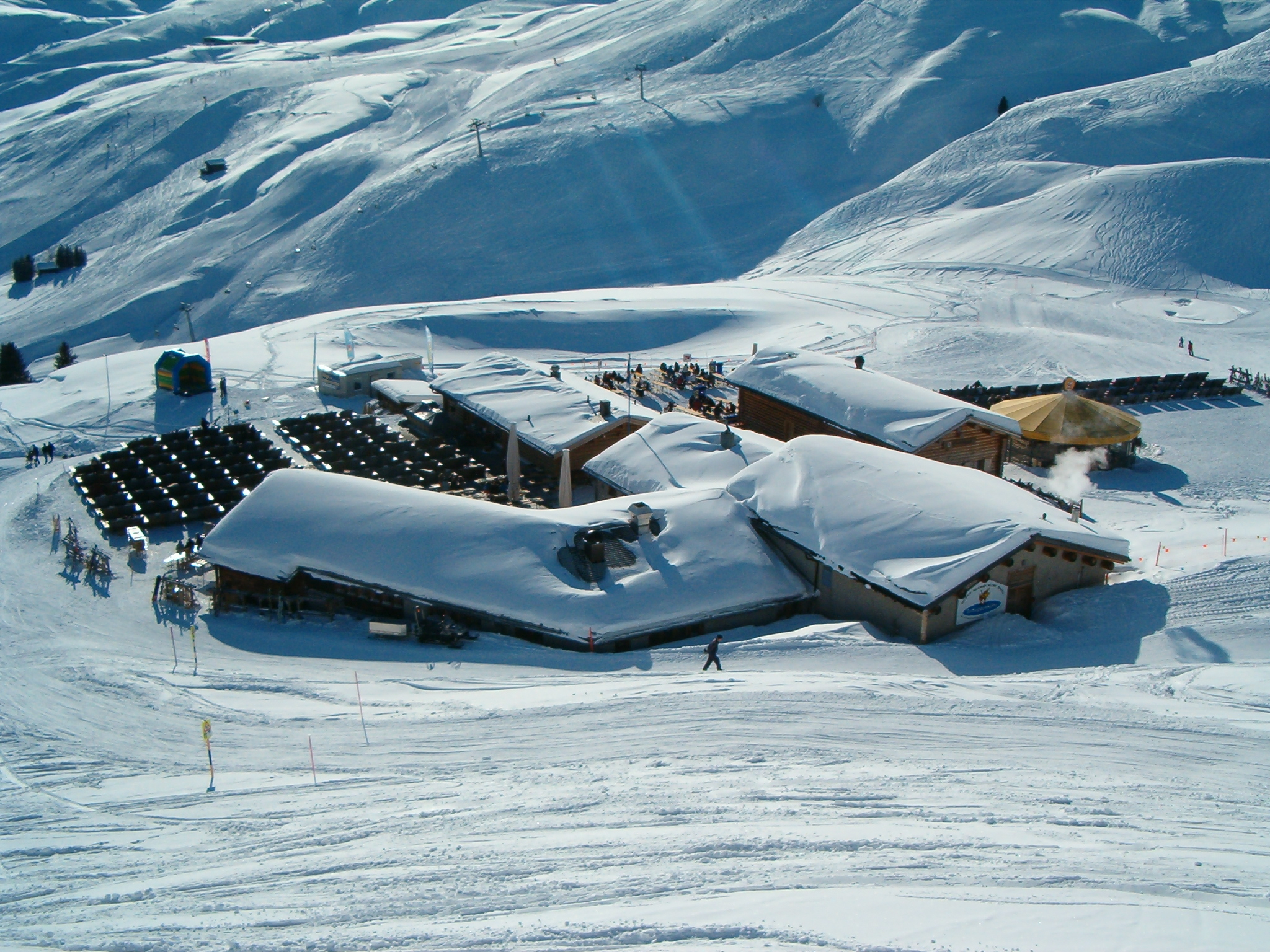
Tschuggenhütte (2010)

Der Tschuggen ist ein Teil der zentralen Plessurberge und ein Aussichtspunkt auf die Berge rund um Arosa. Er liegt inmitten des Aroser Skigebiets und bildet dessen hauptsächliches Skiübungsgelände. Das Aroser Siedlungsgebiet erstreckt sich rund um den Tschuggen, von dessen nordöstlichen Ende (Prätschli) bis zum südwestlichen in Innerarosa. An seiner Südseite auf 1991 m ü. M. befindet sich die seit 1970 im Winter bewirtete Tschuggenhütte, ein stillgelegter Teil der Churer Sattelalp und Austragungsort des Arosa Humor-Festivals. Am Südostende der Kuppe befindet sich die 1938 erstellte und 2002 stillgelegte eidgenössische Sternwarte (astrophysikalisches Observatorium der ETH Zürich), heute im Eigentum der Bürgergemeinde Chur.
Die Bezeichnung Tschuggen bedeutet «Felskopf, meist teilweise überwachsener Hang, Wand». Sie findet sich in derselben Bedeutung in diversen Gebieten, wo Walser siedeln beziehungsweise siedelten sowie auch im Schweizer Kanton Bern. Der Tschuggen seinerseits war der Namensgeber für das im Süden gelegene Tschuggen Grand Hotel, das ehemalige Sanatorium Berghilf auf der Rütiwiese.

## Nutzung und Erschliessung des Tschuggengebiets

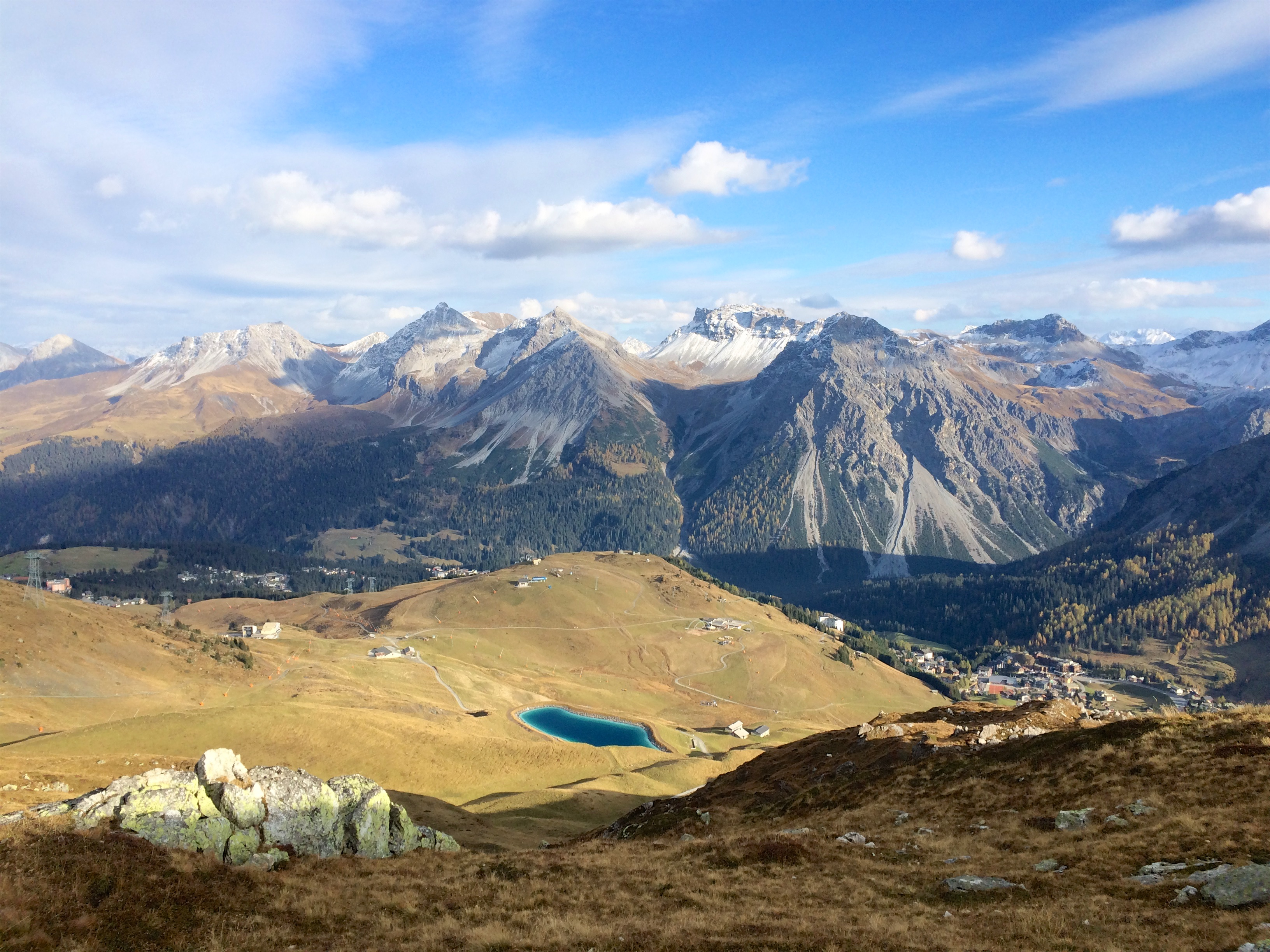
Blick über den Speichersee Hintere Hütte auf den Tschuggen

### Skisprungschanzen
Von 1910 bis 1913 standen am Tschuggen erste Skisprungschanzen, zunächst im Gipfelbereich, dann für zwei Jahre am Osthang nicht weit oberhalb des Obersees (Tomelischanze). Die Aussicht, die Schweizer Skimeisterschaften nach Arosa zu holen und das immer grössere Interesse an der neuen Sportart Skispringen bewogen danach den lokalen Skiclub zum Bau einer eigentlichen Grossschanze. Von den zwei hierfür in Frage stehenden Standorten Scheitenböden – ebenfalls am Tschuggen-Osthang – und Bärenbad am Schafrügg fiel die Wahl auf letzteren.

### Projekte für eine Tschuggenbahn
1928 wurde ein Konzessionsgesuch für den Bau einer Standseilbahn vom Bahnhof Arosa via Hohe Promenade, Prätschli auf den Tschuggen eingereicht. Kurdirektor Hans Roelli skizzierte dabei die Möglichkeit der Errichtung eines Golfplatzes auf dem Tschuggen. Auch die Fortsetzung der Chur-Arosa-Bahn über Maran, Prätschli und den Sattel nach Innerarosa stand zur Diskussion. Aus Gründen des Natur- und Landschaftsschutzes verzichtete man nach massivem Widerstand eines Initiativkomitees auf den Bau; die Verantwortlichen befürchteten insbesondere die spätere Verunstaltung des Tschuggengipfels durch Hotels und andere Bauten. Als Alternative wurde ab 1932 eine regelmässige Pferdeschlittenverbindung – das Tschuggentram – von der Villa Herwig (heute: Panarosa) auf den Tschuggen eingerichtet. Ein weiteres, ebenfalls erfolgloses Bahnprojekt wurde ab 1934 geprüft, diesmal mit einer Standseilbahnanbindung von Innerarosa her sowie einer Weiterführung auf das Weisshorn und zum Hörnli.

### Der Tschuggenlift (1938–1996) und die Sesselbahn Tschuggen-Ost (seit 1983)

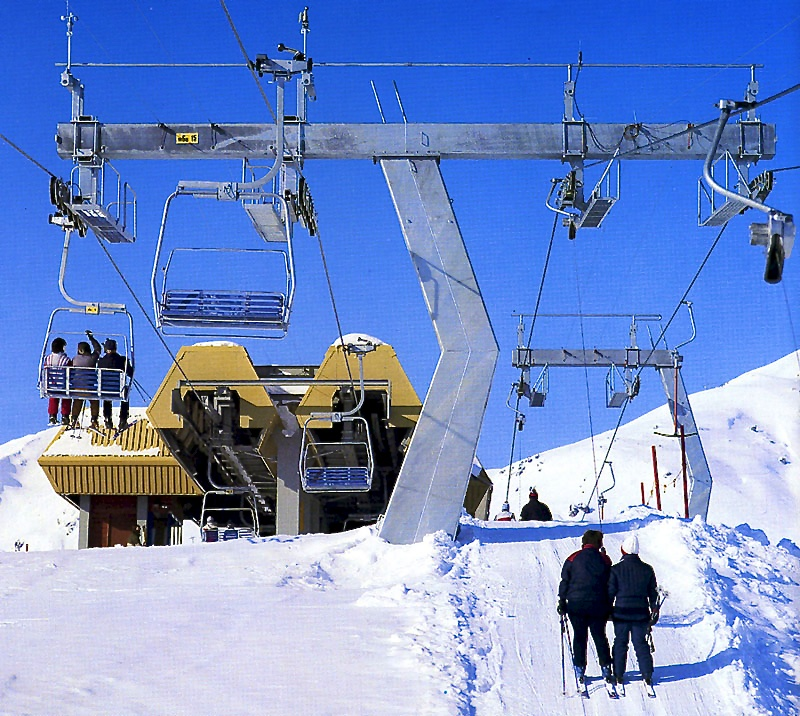
Kombinierte Sesselbahn- und Skiliftanlage Tschuggen Ost (1983–1996)

1938 erschloss die AG Autobus- und Skiliftanlagen (heute: Arosa Bergbahnen) unter anderem auch das Gebiet am Tschuggen mit einem ersten Skilift vom Bahnhof Arosa her durch den Tschuggenwald zu Punkt 2045. Dieser Schlepplift von Ernst Constam überwand auf einer Länge von 896 Metern eine Höhe von 292 Metern bei einer maximalen Leistung von 600 Personen pro Stunde. Zwischen Tomeli- und Prätschlistrasse war bei der Pistenschneise ein Zwischeneinstieg. Die Eröffnung erfolgte am 16. Dezember 1938 durch die holländische Baronin Gratia Schimmelpenninck, die als erste das Band durchfahren durfte.
Im Jahr 1983 wurde der 1967 von Walter Städeli/Oetwil am See (WSO) revidierte Lift nach 45 Jahren Betriebszeit durch eine kombinierte Anlage mit Schlepplift und kuppelbarer Dreiersesselbahn von WSO ersetzt. Die damit geschaffene Überkapazität, unmittelbar neben der Weisshornbahn (LAW), führte dazu, dass der Schlepplift einige Zeit nach der Modernisierung der LAW im Jahr 1992 nicht mehr in Betrieb genommen und 1996 schliesslich demontiert wurde. Die Sesselbahn Tschuggen-Ost ist seit dem Umbau der Sesselbahn Innerarosa-Tschuggen in eine Gondelbahn (siehe unten) und dem Rückbau der Sesselbahn La Foilleuse in Morgins 2023 die älteste in Betrieb stehende kuppelbare Sesselbahn der Schweiz.

### Die Luftseilbahn Arosa–Weisshorn (LAW, seit 1957)
1956/57 erfolgte der Bau der Weisshornbahn vom Bahnhof Arosa auf den Weisshorngipfel. Die erste Sektion, die bis in das Gebiet der Mittleren Hütte der Sattelalp führt, ist ein weiterer Zubringer, wenn auch zum nördlichen Bereich des Tschuggen und nicht direkt bis auf dessen Spitze.

### Der Skilift Tomeli (seit 1960)
Diese von Oehler/Aarau 1960 erstellte Anlage führt vom Tomelibach südwestlich des Prätschli auf den höchsten Punkt des Tschuggen. Nach dem Bau eines neuen Skiliftes 1998 auf der Maraner Alp unmittelbar beim Hotel Prätschli wurde der Skilift von Prätschli in Tomeli umbenannt.

### Die Skilifte Tschuggen-West und Ried (seit 1972/1976)
1972 beziehungsweise 1976 erfolgte der Bau der beiden Übungslifte vom Ried auf den Tschuggen (Tschuggen-West-Lift) respektive den Sattel (Ried-Lift). Die beiden Anlagen von WSO sind technisch weitgehend identisch ausgeführt und verfügen jeweils über einen Antrieb bei der Bergstation.

### Die Sesselbahn Innerarosa–Tschuggen (SIT, 1973–2010) und Gondelbahn Kulm (seit 2010)
1973 erstellte WSO eine Zweiersesselbahn von der oberen Chuorimatta bei der damaligen Talstation des Carmenna-Liftes auf den Tschuggen. Sie überwand auf einer Länge von 688,5 m eine Höhe von gut 203 m. 1983 wurde diese "SIT" (Sesselbahn Innerarosa–Tschuggen) genannte Anlage von WSO ebenfalls in eine kuppelbare Dreiersesselbahn umgebaut, was aus technischen Gründen dazu führte, dass für das Publikum keine Talfahrten mehr möglich waren. Ein Teil des Gebäudes der ehemaligen Bergstation der Zweiersesselbahn wurde später in einen kleinen Restaurationsbetrieb (SIT-Hütte) umgebaut.
2010 ersetzte man die Sesselbahn durch eine Vierergondelbahn mit identischer Streckenführung, wobei wie schon beim ersten Umbau gewisse Bauteile – insbesondere Berg- und Talstation sowie die Stützen 3 bis 9 (nun als 4 bis 10 bezeichnet) – übernommen wurden. Die Förderleistung beträgt 1350 Personen/h bei einer maximalen Geschwindigkeit von 4 m/s. Ein Personen-Zubringersystem von der 2010 erstellten Parkgarage Innerarosa zur Talstation der seither „Gondelbahn Kulm“ genannten Anlage ist in Betrieb.

### Der Tschuggen Express (seit 2009/2018)

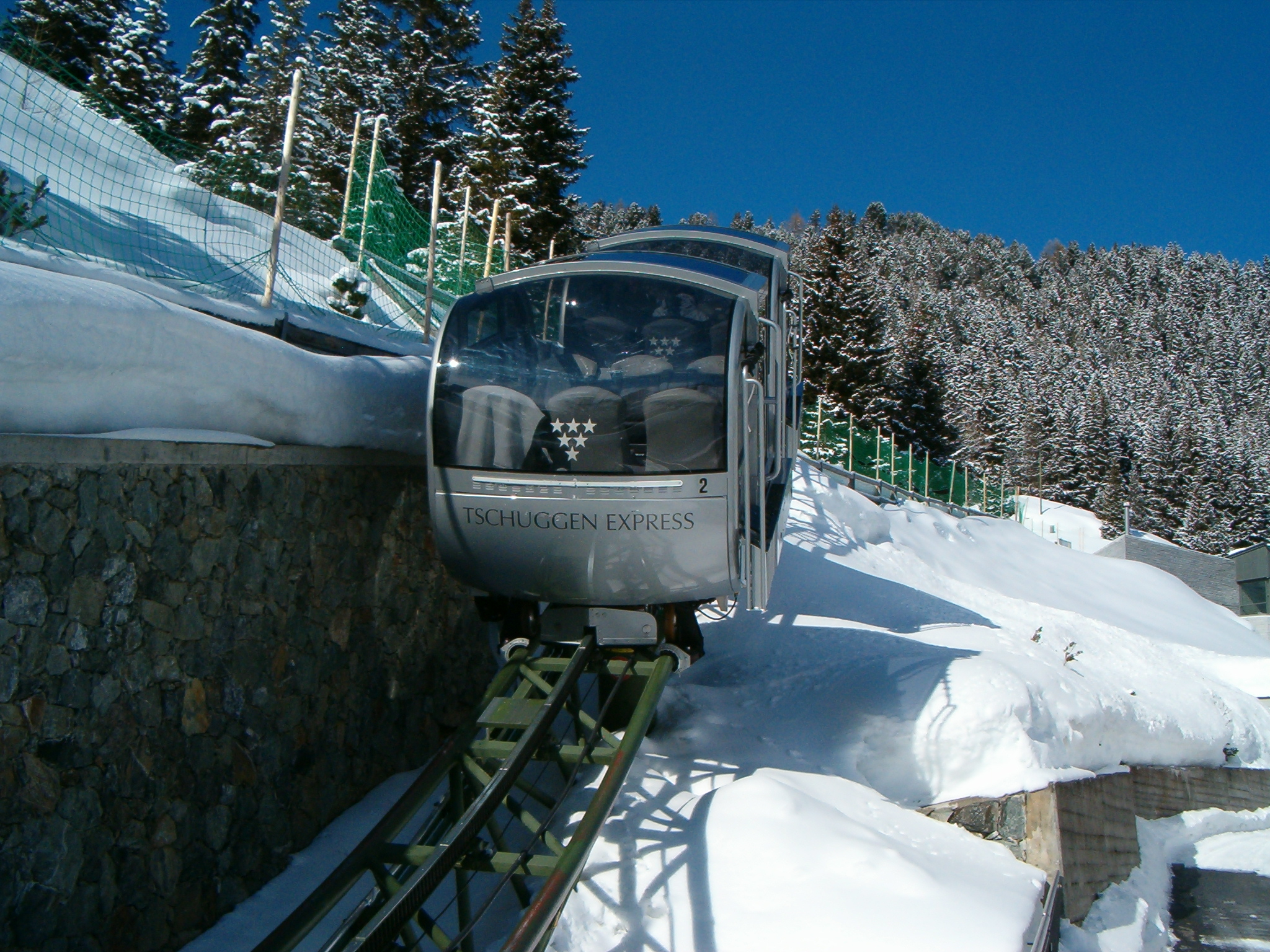
Damaliger Tschuggen Express (2010)

Im Zuge der Realisierung der Bergoase von Mario Botta in den Jahren 2004–2006 plante das Tschuggen Grand Hotel den Bau eines eigenen Zubringers zur Tschuggenhütte. Die von der Firma Coaster Verkehrssysteme GmbH erstellte Anlage war in dieser Form eine Weltneuheit. Da der Tschuggen Coaster mit erheblichen Mängeln behaftet war, verzögerte sich die planmässige Betriebsaufnahme bis Anfang 2009. Die nunmehr Tschuggen Express genannte Anlage wurde zwar von den Arosa Bergbahnen technisch betreut, stand jedoch einzig den hoteleigenen Gästen offen. Am 24. August 2015 beförderte der Tschuggen Express mit Oskar Walder aus Arni-Islisberg den 100'000-sten Fahrgast.
2018 wurde der Coaster durch eine Standseilbahn der Firma Steurer ersetzt.

## Snowboardwettbewerbe am Tschuggen

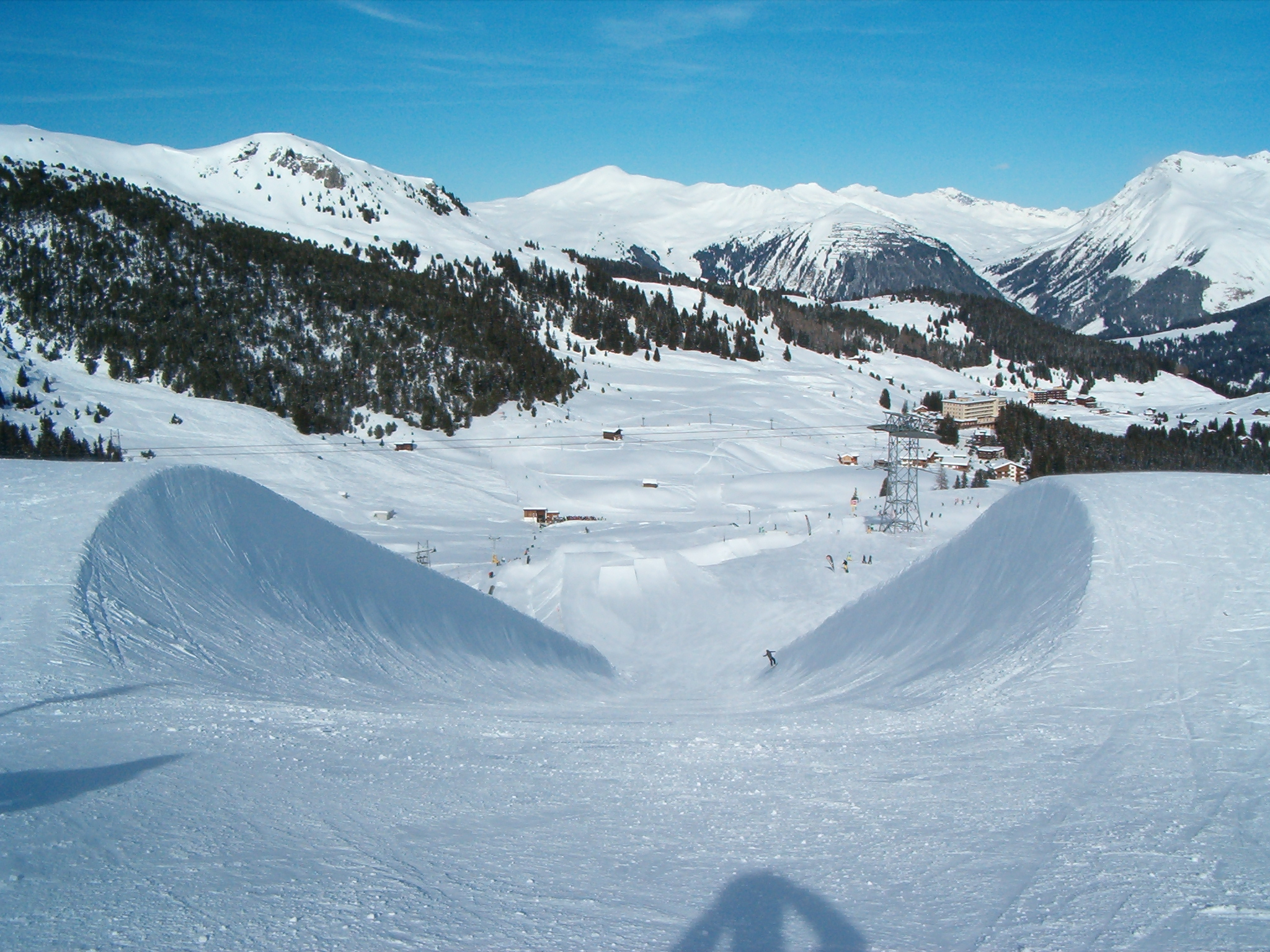
Die WM-Halfpipe (1995–2024)

1995 erstellten die Arosa Bergbahnen am Nordosthang des Tschuggen neben dem Skilift Tomeli eine Snowboard-Fun-Park-Anlage inklusive einer grossen Halfpipe, auf der Grossanlässe wie die Snowboard-Weltmeisterschaft 2007 und Weltcuprennen durchgeführt werden. Im März 2011 fand hier das FIS-Weltcup-Finale (Halfpipe) statt. Die im Sommer 2024 zurückgebaute Halfpipe stand auch Freestyle-Skifahrern offen. Am Tschuggensüdhang beim Bergkirchli wurden die WM-Big-Air-Bewerbe durchgeführt.